# 肅氏高原鰍
肅氏高原鰍（學名：Triplophysa choprai）為輻鰭魚綱鯉形目條鰍科高原鰍屬的其中一種。分布於亞洲阿富汗及巴基斯坦印度河流域，體長可達14公分，棲息在溪流底層水域，生活習性不明。

## 扩展阅读
維基物種上的相關：肅氏高原鰍